# پرسیوال گودمن
پرسیوال گودمن (انگلیسی: Percival Goodman; ۱۳ ژانویهٔ ۱۹۰۴ – ۱۱ اکتبر ۱۹۸۹) معمار و برنامه‌ریز شهری اهل ایالات متحده آمریکا بود.